# Rezerwat przyrody „Łazowskij”
Rezerwat przyrody „Łazowskij” (ros. Лазовский государственный природный заповедник им. Л.Г. Капланова) – ścisły rezerwat przyrody (zapowiednik) w Rosji położony w rejonie łazowskim w Kraju Nadmorskim. Jego obszar wynosi 1209,98 km², a strefa ochronna wokół rezerwatu 159,87 km². Rezerwat został utworzony 10 lutego 1935 roku i posiada wspólny zarząd z położonym na północ od niego Parkiem Narodowym „Zow Tigra”.

Na południu Rezerwat przyrody „Łazowskij”, na północy Park Narodowy „Zow Tigra”

## Opis
Rezerwat znajduje się na południowych zboczach łańcucha górskiego Sichote-Aliń, w międzyrzeczu rzek Kijewka i Czernaja. Grzbiet pasma Zapowiednyj dzieli teren rezerwatu na dwie części – północną kontynentalną i południową nadmorską. Średnia wysokość gór wynosi 500–700 m, niektóre szczyty sięgają 1200–1400 m n.p.m.
Klimat monsunowy. Najzimniejszym miesiącem jest styczeń, którego średnia temperatura waha się od –5,1 ºC na wybrzeżu do –17,5 ºC w części kontynentalnej. Najcieplejszym miesiącem jest sierpień, którego średnia temperatura waha się od +17,4 ºC do +23,5 °C.

## Flora
Flora rezerwatu liczy ponad 1300 gatunków. Ponad 90% jego terytorium zajmują lasy. Na północy dominują bory świerkowe, jodłowe i modrzewiowe. Inny charakter ma strefa przybrzeżna. Rosną tu lasy liściaste z dębem mongolskim, topolą Maksymowicza, wiązem pospolitym, orzechem mandżurskim, korkowcem amurskim. Rosną tutaj także m.in. aktinidia ostrolistna, aktinidia pstrolistna, winorośl amurska, cytryniec, wszechlek żeń-szeń, eleuterokok kolczasty.

## Fauna
W rezerwacie występuje 18 gatunków ryb, 8 gatunków płazów, 8 gatunków gadów, 368 gatunków ptaków, z których gnieździ się 141. Szczególnie chronionymi gatunkami ptaków są tu nurogęś, mandarynka i bielik. W rezerwacie żyje 60 gatunków ssaków, w tym trzy wpisane do Czerwonej księgi gatunków zagrożonych (IUCN). Żyją tu m.in. tygrys syberyjski, goral długoogonowy, jeleń wschodni, jeleń szlachetny, kotek bengalski, cyjon rudy, ryś euroazjatycki, niedźwiedź himalajski, niedźwiedź brunatny, wilk szary, kuna żółtogardła, soból tajgowy, łasica syberyjska.